# Langue des signes haoussa
La langue des signes haoussa (en haoussa : Maganar Hannu), est la langue des signes utilisée par les personnes sourdes et leurs proches de l'État de Kano dans le nord du Nigeria.